# 胡杜爾
胡杜爾是東非國家索馬里的城市，也是巴科勒州的首府，位於該國西南部，毗鄰與埃塞俄比亞接壤的邊界，海拔高度490米，2007年人口13,900。

## 外部連結
- Hudur - populated place (Somalia) （页面存档备份，存于）